# Río Telembí
Río Telembí är ett vattendrag i Colombia.   Det ligger i departementet Nariño, i den västra delen av landet, 600 km sydväst om huvudstaden Bogotá.